# یوسی یوکینن
یوسی یوکینن (فنلاندی: Jussi Jokinen؛ زادهٔ ۱ آوریل ۱۹۸۳) بازیکن هاکی روی یخ اهل فنلاند است.
از باشگاه‌هایی که در آن بازی کرده‌است می‌توان به کارولینا هوریکانز و تمپا بی لایتنینگ اشاره کرد.